# Affidamento in prova al servizio sociale
L'affidamento in prova al servizio sociale è una misura alternativa alla detenzione prevista dall'ordinamento penitenziario italiano.
È disciplinata dall'art. 47 della legge 26 luglio 1975, n. 354, e si attua con l'affidamento del condannato ad un servizio sociale fuori dall'istituto, per un periodo corrispondente alla pena da scontare.
L'istituto è stato concepito al fine di aiutare il soggetto nel reinserimento sociale nonché a vigilare affinché il comportamento dell'affidato sia conforme alle prescrizioni impartite. Le prescrizioni e modalità esecutive dell'affidamento possono essere modificate con decreto motivato da parte del magistrato di sorveglianza.

## Requisiti
La misura può essere concessa soltanto in alcuni casi: ovvero ai condannati a pena detentiva non superiore a 3 anni  e purché l'osservazione della personalità del soggetto dia esito positivo e convinca dunque degli effetti rieducativi che potrebbero conseguirne.

## Disciplina
L'art. 47-quater O.P. estende l'applicazione dell'affidamento in prova al servizio sociale, anche oltre i limiti di pena previsti, nei confronti dei malati affetti da Aids conclamata che intendono intraprendere un programma di cura ed assistenza.  È una norma a chiara funzione preventiva finalizzata a limitare l'esposizione della popolazione carceraria a rischio di contagi. L'istanza andrà comprovata da una certificazione del s.s.n. che attesti la sussistenza delle condizioni di salute e la concreta possibilità di attuare un programma di cura o assistenza.
In questa ipotesi, le prescrizioni impartite per l'esecuzione delle misura dovranno altresì contenere indicazioni circa la modalità di esecuzione del programma sopra indicato (art. 47 quater co. 2-3)
il Giudice di sorveglianza può non applicare la misura ivi descritta nel caso in cui la medesima sia già stata utilizzata in precedenza ed abbia subito la revoca da meno di un anno. Peraltro, la revoca può essere disposta nelle ipotesi in cui il soggetto risulti imputato o sia sottoposto a custodia cautelare per un delitto ex art. 380 c.p.p. commesso dopo la concessione del beneficio. In tali circostanze, il giudice ordinerà la detenzione presso istituti o reparti attrezzati per la cura e l'assistenza dei detenuti sieropositivi.
La legge n. 165/1998 ha infine consentito l'affidamento in prova anche senza procedere all'osservazione in istituto, quando il condannato dopo la commissione del reato abbia tenuto una condotta tale da consentire la predetta valutazione positiva. La stessa legge 165 ha previsto inoltre una nuova disciplina per la concessione dell'affidamento in prova richiesto dopo l'inizio dell'esecuzione della pena, attribuendo la titolarità della sospensione della stessa al magistrato di sorveglianza e quella sul merito del provvedimento di concessione al tribunale di sorveglianza.
Se il condannato rispetta gli obblighi indicati nel cosiddetto "verbale di affidamento", per il periodo corrispondente alla pena (residua) da scontare, la pena ed ogni altro effetto penale si estinguono, altrimenti il Magistrato di sorveglianza sospende l'affidamento, ordinando l'immediato trasferimento in carcere; nel caso di piccole inosservanze, il Tribunale di Sorveglianza valuta dopo la fine del periodo quale parte della pena debba ritenersi come scontata.

## Casi particolari
Il base all'art. 94 del TU delle leggi sugli stupefacenti (DPR 309/1990)  il tribunale di sorveglianza può, su richiesta, affidare al servizio sociale persone tossicodipendenti o alcooldipendenti condannate a pena detentiva non superiore a 6 anni (4 anni in caso di condanna per uno dei delitti di cui all'art. 4-bis, O.P.) - anche se la pena costituisce residuo di una pena maggiore - al fine di proseguire o iniziare un'attività terapeutica di recupero.
Competente alla decisione sull'istanza di affidamento in prova  è il Tribunale di sorveglianza, che stabilisce le modalità esecutive e le forme di controllo necessarie. Dalla data del verbale di affidamento si considera iniziata l'esecuzione della pena.
La misura dell'affidamento in prova in casi particolari può essere concessa più volte.

## Dati
Nel 2009 risultavano affidati ai servizi sociali 5.908 condannati (circa il 41% di coloro che accedono alle misure alternative) e 2.283 condannati tossicodipendenti.
Nel 2007 si è  acceso il dibattito riguardo alla possibilità che scontare la pena attraverso l'affidamento in prova al servizio sociale possa determinare o meno la riduzione della recidiva per i soggetti che hanno subito una condanna penale. Secondo uno studio pubblicato nel 2007, il 19% dei condannati che ha concluso l'affidamento in prova al servizio sociale nel 1998 ha subito una nuova condanna penale mentre tra coloro che nello stesso periodo hanno espiato una pena detentiva il 68,45% ha fatto rientro in carcere. Come evidenziato nella pubblicazione e poi ripreso da altri commentatori, le variabili che intervengono in questo caso sono numerose, ad esempio il fatto che per accedere alla misura occorre possedere una serie di requisiti di "affidabilità" non posseduti, evidentemente, da chi espia la pena in carcere. A tale proposito, un approfondimento successivo sulla stessa popolazione, focalizzato sugli affidati in prova in casi particolari ha rilevato la presenza di nuove condanne per il 31,6% degli affidati tossicodipendenti o alcooldipendenti.